# Катче, Ману
Эмманюэль (Маню) Каче (фр. Emmanuel "Manu" Katché; 27 октября 1958, Париж) — французский барабанщик и автор-исполнитель.

## Карьера

### Сессионный музыкант
Каче родился 27 октября 1958 года в Сен-Мор-де-Фоссе — юго-восточном пригороде Парижа, Франция. В детстве Ману недолгое время учился балету, а в 7 лет начал осваивать пианино. В 13 лет он переключился на ударные инструменты, а с 15-ти четыре года обучался в музыкальной школе игре на классической и тональной перкуссии. Юноша делал такие успехи, что его пригласили продолжить обучение в консерватории, предоставив специально для него место. Однако, начинающий музыкант решил зарабатывать себе на жизнь игрой на ударных — начиная исполнять джаз и фьюжн с различными группами. Следующие несколько лет Катче много играет не только барабанах, но и на кубинских и африканских перкуссионных инструментах. В начале 1980-х он становится успешным сессионным музыкантом и зарабатывает себе имя в Париже, после чего знакомится с бас-гитаристом Тони Левином. Ману прославился в середине 1980-х поучаствовал в записи нескольких успешных альбомов, таких как So (1986) Питера Гэбриела, а также …Nothing Like the Sun (1987) и The Soul Cages (1990) Стинга. С тех пор Катче сотрудничал в качестве сессионного музыканта с исполнителями жанров поп, рок, а также уорлдбит, в том числе: Afro Celt Sound System, Джеффом Беком, Эл Ди Меолой, Tears for Fears, Eurythmics, Simple Minds, Dire Straits, Лораном Вульзи, Джинн Мас, Джони Митчелл, Майком Линдупом, Яном Гарбареком, Джузеппе Манго, Ману Чао, Лориной МакКеннитт, Йуссу Н’Дуром, Робби Робертсоном, Джоан Арматрейдинг, Джо Сатриани, Тори Эймос, Ричардом Райтом, Кайлом Иствудом, The Christians, Риюти Сакамото, а также с вышеупомянутыми Питером Гэбриелом и Стингом, с которыми он также много гастролировал. Помимо этого, Ману работал с хорватским певцом Златаном Стипишичем над его альбомами Mirakul (2001) и Unca Fiber (2006), а также гастролировал в их поддержку с этим артистом.
Катче играл на барабанах на всех треках, кроме одного в альбоме Трейси Чепмен Matters of the Heart 1992 года.
С 1985 по 1988 год играл в группе Preface с гитаристом Камилем Рустамом и клавишником Жан-Ивом Д’Анджело.

### Сольная карьера
В 1991 году Катче выпустил свой первый сольный альбом It’s About Time, выдержанный преимущественно в жанре рок-музыки. В работе над пластинкой ему помогли такие музыканты, как Даниел Лануа, Дэвид Роудс, Питер Гэбриел, Дэвид Сансиус, Брэнфорд Марсалис и Стинг. Все последующие сольные релизы Каче были джазовыми. 12 сентября 2005 года увидел свет его второй сольный альбом под названием Neighborhood, среди участников этой записи фигурировали: Ян Гарбарек на саксофоне, Томаш Станько на трубе, Марцин Василевски на фортепиано и Славомир Куркевич на контрабасе. Третий альбом музыканта, Playground, был выпущен в сентябре 2007 года на лейбле EMI. В марте 2010 года состоялся релиз его четвёртой сольной работы — Third Round.
С 2003 по 2007 год — вместе с продюсером Давом Аттиа, композитором Андре Манукяном и певицей Марианной Джеймс — Катче был одним из четырех судей в телешоу Nouvelle Star, французской адаптации популярного американского телепроекта Idol. Музыкант выделялся своим остроумием и строгими замечаниями относительно грува, ритма и темпа участников.
С января 2008 года Катче ведёт ежемесячную программу One Shot Not на телеканале Arte.
В 2010 году Катче сочинил инструментальную музыку для шести тематических стран бельгийского тематического парка Bellewaerde. Альбом с двенадцатью композициями, включая музыку для мексиканской, западной, индийской и канадской областей, продавался в сувенирных магазинах парка различений.
В августе 2011 года вышел альбом Rock the Tabla при участии Ману Катче, Билли Кобэма, А. Рахмана, Хосама Рамзи и Омара Фарука Текбилека.